# Сколецит
Сколецит — минерал из класса силикатов (тектосиликатов). Название получил от греческого «skolex» — «червяк», из-за свойства слегка извиваться под действием открытого пламени. Легко растворяется в соляной кислоте с выделением желеобразного кремнезёма.

## Кристаллография
| Точечная группа             | m — Domatic                                                  |
| Пространственная группа     | Bb (B1 1b) [Cc] {C1c1}                                       |
| Сингония                    | Моноклинная                                                  |
| Параметры ячейки            | a = 18,508(5) Å, b = 18,981(5) Å, c = 6,527(2) Å β = 90,64°  |
| Отношение                   | a: b: c = 0,975 : 1 : 0,344                                  |
| Число формульных единиц (Z) | 8                                                            |
| Объем элементарной ячейки   | V 2,292.79 Å³ (рассчитано по параметрам элементарной ячейки) |

## Оптические свойства
| Тип                             | двухосный (-)                                            |
| Показатели преломления          | nα = 1,507 — 1,513 nβ = 1,516 — 1,520 nγ = 1,517 — 1,521 |
| угол 2V                         | измеренный: от 36° до 56°, рассчитанный: от 36° до 40°   |
| Максимальное двулучепреломление | δ = 0,010                                                |
| Оптический рельеф               | низкий                                                   |
| Дисперсия оптических осей       | r < v сильная                                            |
| Люминесценция                   | жёлтая или коричневая                                    |

## Формы выделения

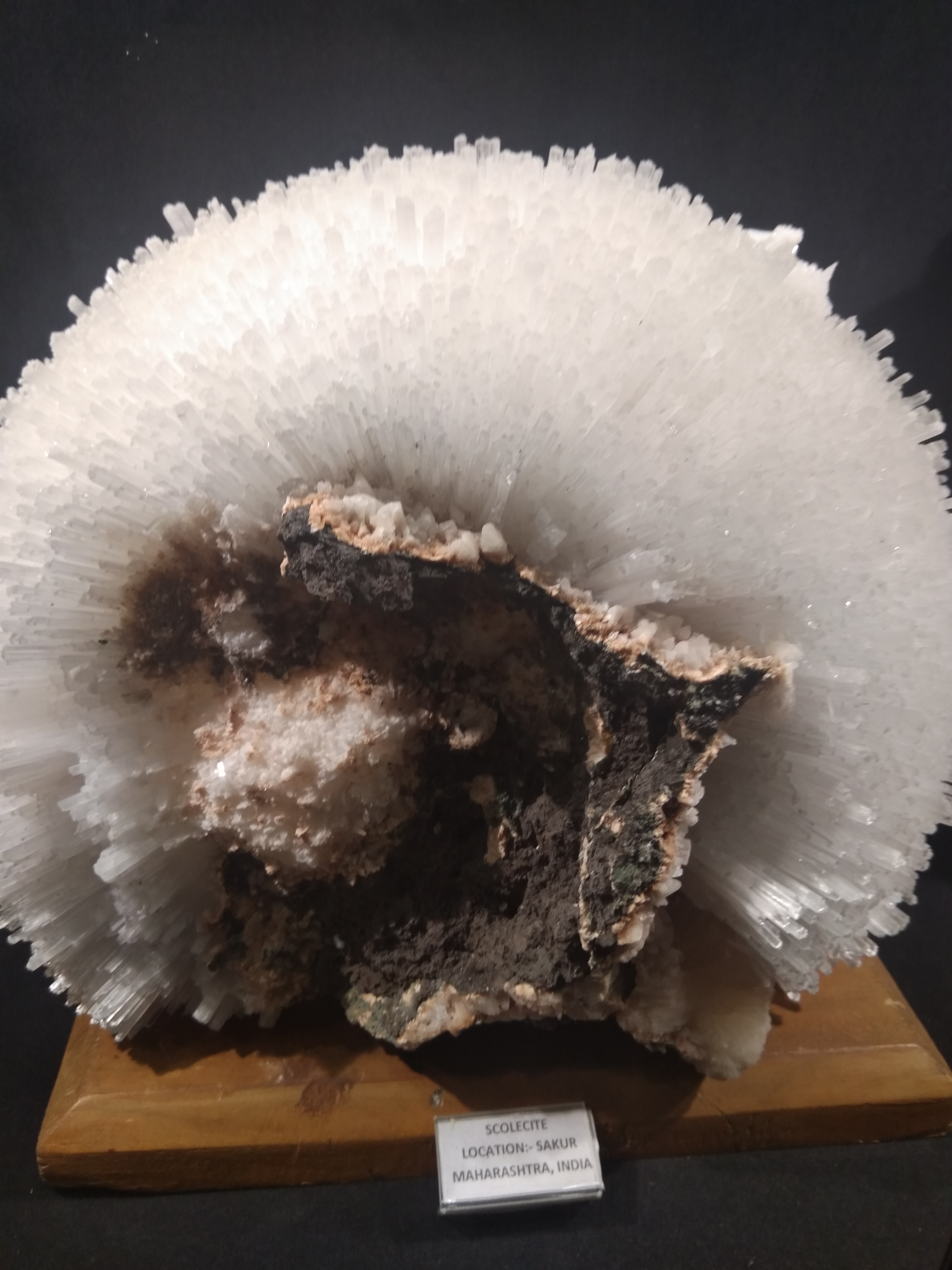
Сколецит (Индия)

Для сколецита характерны лучистые и радиально-лучистые агрегаты, или плотные, состоящие из шелковистых волокон, удлинённых параллельно вертикальной кристаллографической оси, либо образованные группами призматических до игольчатых кристаллов, в виде сферолитов.

## Образование
Сколецит образуется в пустотах в базальтах, иногда встречается в метаморфизованных известняках и в поздних литоклазах некоторых метаморфических пород.

## Химический состав
| Химический элемент | %     | % оксида |
| ------------------ | ----- | -------- |
| Кальций            | 10,22 | 14,29    |
| Алюминий           | 13,75 | 25,99    |
| Кремний            | 21,48 | 45,94    |
| Водород            | 1,54  | 13,78    |
| Кислород           | 53,01 | -        |

Главные примеси — натрий и калий. При дегидрации при температуре выше 225 °C переходит в метасколецит.

## Месторождения
Месторождения сколецита немногочисленны. Крупнейшие из них находятся близ города Пуна (Индия), в штате Санта-Катарина (Бразилия), на Урале и в бассейне Нижней Тунгуски (Россия), в штате Калифорния (США), в Шотландии,Швейцарии, Исландии и Антарктиде.